# Mikstura
Mikstura – w muzyce, rodzaj głosu w organach lub typ faktury muzycznej częsty np. u impresjonistów (Claude Debussy, Maurice Ravel), operujący akordami równoległymi.

## Organy

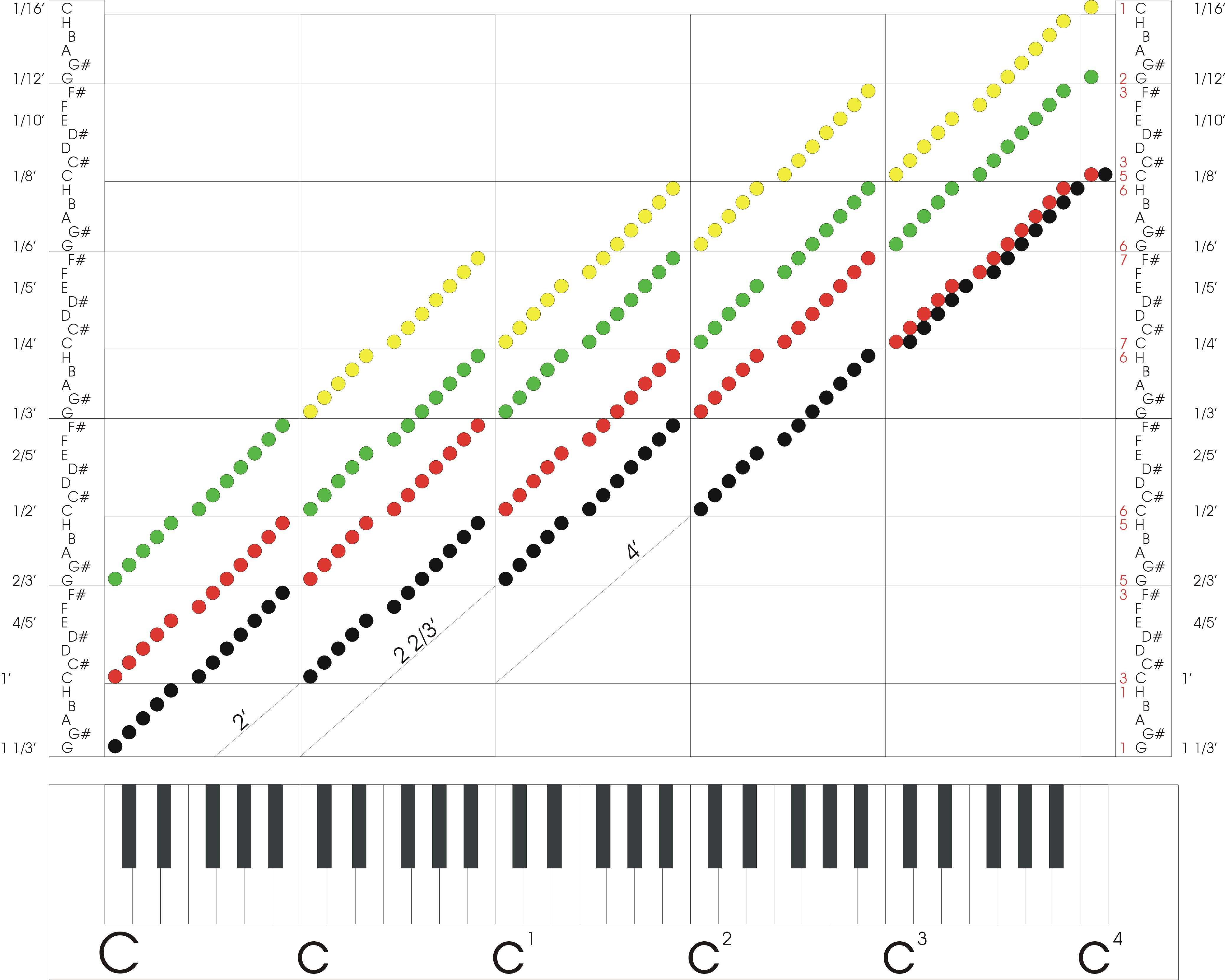
Rozkład dźwięków przykładowej mikstrury – nad klawiaturą w kolumnach oznaczono dźwięki i długości piszczałek przypisanych do danego klawisza

W większości głosów organowych jednemu klawiszowi klawiatury przypisana jest jedna piszczałka – naciśnięcie jednego klawisza skutkuje zabrzmieniem jednego konkretnego dźwięku. Mikstura (głos mieszany, głos wielochórowy, głos pomocniczy złożony) jest głosem, w którym jeden klawisz uruchamia kilka piszczałek (rzadko ponad 20), najczęściej wydających dźwięki z szeregu harmonicznego (w stosunku do podstawowego dźwięku klawisza). Mikstury mogą być przedzielane do manuałów i do pedału. Nazwy mikstur składają się z określenia słownego, czasami oznaczenia długości piszczałki dźwięku podstawowego w stopach oraz liczby rzymskiej określającej ilość rzędów piszczałek (chórów), np. cymbel tercjowy 2/3′ IV.
Najczęściej stosowanymi głosami mieszanymi są:
- sesquialtera, złożony z kwinty i tercji dźwięku podstawowego,
- tercjan, złożony z tercji i kwinty,
- flet szumiący (niem. Rauschquinte), złożony z kwinty i kwarty,
- mikstura – złożony najczęściej z oktawy i kwinty, powtórzonych w wyższych oktawach,
- kornet, złożony z oktawy, kwinty, kwarty i tercji, czasami z powtórzeniami w wyższych oktawach,
- acuta (niem. Scharf), złożony z tercji i kwarty, z powtórzeniami w wyższych oktawach,
- cymbał (niem. Zymbel), złożony najczęściej tylko z oktawy dźwięku zasadniczego, czasami z oktawy i kwinty lub tercji, kwinty i septymy,
- progressio harmonica, złożony z kwinty i oktawy z powtórzeniami w wyższych oktawach.